# Líšnice, Ústí nad Orlicí
Líšnice là một làng thuộc huyện Ústí nad Orlicí, vùng Pardubický, Cộng hòa Séc.